# Jinghong

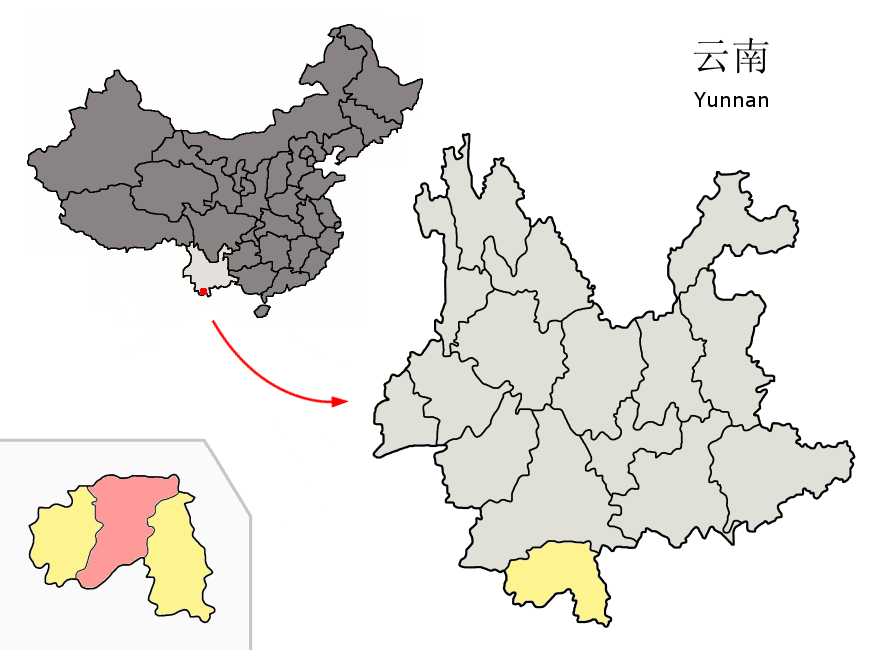
Lage von Jinghong (pink) im Bezirk Xishuangbanna (gelb) in Yunnan

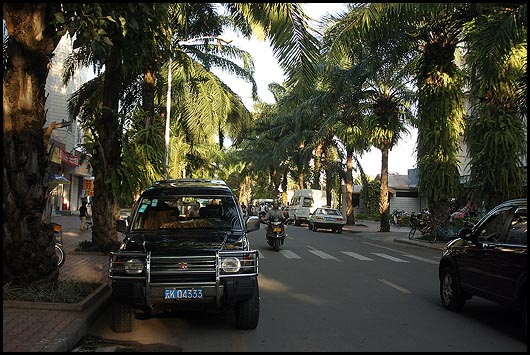
Straßenszene in Jinghong

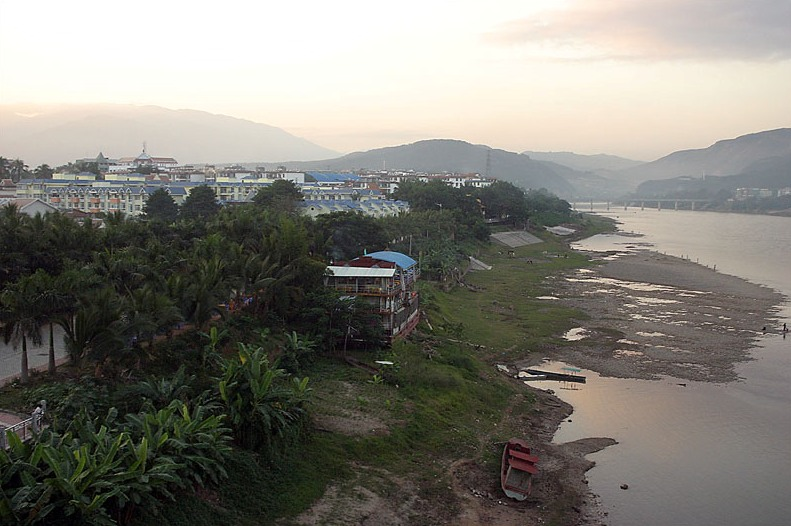
Ufer des Mekong

Jinghong (chinesisch 景洪市, Pinyin Jǐnghóng shì; Tai Lü: ᦋᦵᧂᦣᦳᧂᧈ, Aussprache: [tsêŋ huŋ]; thailändisch เชียงรุ่ง, RTGS Chiang Rung) ist die Hauptstadt des Autonomen Bezirks Xishuangbanna der Dai in der Provinz Yunnan, China. Jinghong liegt am Ufer des Lancang Jiang, hat eine Fläche von 6.865 km² und 642.737 Einwohner (Stand: Zensus 2020).

## Geschichte
Unter dem Namen Chiang Hung („Stadt der Morgendämmerung“) wurde die Stadt den Chroniken zufolge 1180 von Payacheng (auch Phaya Chueang oder Pa Chēn; chinesisch 叭真, Pinyin Bā Zhēn) gegründet. In den folgenden Jahrhunderten war sie die Hauptstadt des Königreichs oder Fürstentums der Tai Lü. Dieses wurde auch als Heokam („Königreich der goldenen Halle“) bezeichnet. Seine größte Ausdehnung hatte es im 13. Jahrhundert, als es die Vorherrschaft unter den Tai-Fürstentümern (Müang) der oberen Mekong-Region hatte. Enge kulturelle und auch politische Beziehungen bestanden zum nordthailändischen Königreich Lan Na. Die Mutter von dessen Gründer Mangrai kam aus Chiang Hung.
1282 oder 1290 wurde Chiang Hung von den Mongolen der Yuan-Dynastie eingenommen. Diese wurden jedoch 1292 mit Unterstützung Mangrais wieder vertrieben. Ab 1312 stand das Fürstentum unter formaler Oberherrschaft von Yuan-China, behielt jedoch weitgehende Autonomie in inneren Angelegenheiten sowie seine eigene, vom Theravada-Buddhismus geprägte Kultur. Mitte des 14. Jahrhunderts wurde Chiang Hung vom Lao-Herrscher Fa Ngum unterworfen, der es seinem Mandala Lan Xang einverleibte. In chinesischen Quellen aus der Zeit der Ming-Dynastie wird die Stadt und das Fürstentum Chēlǐ (chinesisch 車里) genannt. Ab Anfang des 15. Jahrhunderts wurde es wieder als Vasall Chinas betrachtet. 1562 wurde Chiang Hung von den Truppen des birmanischen Herrschers Bayinnaung eingenommen. Bis ins 19. Jahrhundert stand das Gebiet unter geteilter birmanischer und chinesischer Oberherrschaft. Die Birmanen nannten die Stadt Keng Hung. 
Unter der Qing-Dynastie errichteten die Chinesen 1729 eine Festung östlich von Chiang Hung, die jedoch sechs Jahre später wieder aufgegeben wurde. Der britische Hauptmann William Couperus MacLeod (1805–1880) besuchte die Stadt 1837 als mutmaßlich erster Europäer. Zu dieser Zeit gab es bereits Stadtviertel mit chinesischer Bevölkerung. Mit dem britisch-chinesischen Grenzvertrag von 1894 erkannten die Briten die Zugehörigkeit von Chiang Hung (damals Kiang Hung genannt) zu China an, unter der Bedingung, dass China das Gebiet nicht ohne britisches Einverständnis an eine andere Nation abtreten dürfte.

## Administrative Gliederung
Auf Gemeindeebene setzt sich Jinghong aus einem Straßenviertel, fünf Großgemeinden, drei Gemeinden und zwei Nationalitätengemeinden zusammen. Hinzu kommen vier Staatsfarmen, darunter eine Teefarm.
- Straßenviertel Yunjinghong (允景洪街道);
- Großgemeinde Gasa (嘎洒镇);
- Großgemeinde Menglong (勐龙镇);
- Großgemeinde Menghan (勐罕镇);
- Großgemeinde Mengyang (勐养镇);
- Großgemeinde Puwen (普文镇);
- Gemeinde Jingna (景讷乡);
- Gemeinde Dadugang (大渡岗乡);
- Gemeinde Mengwang (勐旺乡);
- Gemeine Jingha der Hani (景哈哈尼族乡);
- Gemeinde Jinuoshan der Jino (基诺山基诺族乡);
- Staatsfarm Jinghong (景洪农场);
- Staatsfarm Mengyang (勐养农场);
- Staatsfarm Ganlanba (橄榄坝农场);
- Teefarm Dadugang (大渡岗茶场).

## Ethnische Gliederung der Bevölkerung Jinghongs (2000)
Beim Zensus im Jahr 2000 wurden in Jinghong noch 443.672 Einwohner gezählt.
| Name des Volkes                              | Einwohner | Anteil  |
| -------------------------------------------- | --------- | ------- |
| Han                                          | 167.078   | 37,66 % |
| Dai                                          | 128.415   | 28,94 % |
| Hani                                         | 71.492    | 16,11 % |
| Yi                                           | 24.673    | 5,56 %  |
| Jino                                         | 19.250    | 4,34 %  |
| Lahu                                         | 11.780    | 2,66 %  |
| Blang                                        | 5.635     | 1,27 %  |
| Bai                                          | 3.929     | 0,89 %  |
| Yao                                          | 2.683     | 0,6 %   |
| Miao                                         | 2.161     | 0,49 %  |
| Hui                                          | 1.617     | 0,36 %  |
| ethnische Zugehörigkeit noch nicht definiert | 1.189     | 0,27 %  |
| Va                                           | 996       | 0,22 %  |
| Sonstige                                     | 2.774     | 0,63 %  |

## Verkehr
- Flughafen Xishuangbanna Gasa ist der zweitgrößte Flughafen in Yunnan, nur fünf Kilometer von der Innenstadt entfernt. Flüge nach Kunming, Shanghai, Chengdu und andere große Städte in China werden regelmäßig durchgeführt. Es gibt wöchentlich einen internationalen Flug nach Luang Prabang.
- Die Stadt hat das größte Netz an öffentlichen Verkehrsmitteln in Xishuangbanna und verbindet Reisende zu den nahe gelegenen Städten und Dörfern.
- Fernstraße G214
- Fernstraße G213
- Asian Highway Network AH3
- Kunming-Bangkok Expressway
- China-Laos-Eisenbahn